# 上方歌舞伎
上方歌舞伎（）
1. 主に江戸時代の大坂と京都を中心に発展した歌舞伎の型・技法・演出・演技法・演目・劇壇などの総称。江戸の江戸歌舞伎に対比する上方歌舞伎（）のことをいう。
2. 主に明治以降、関西の大歌舞伎やその一座・劇壇などの総称。特に戦後昭和になって上方で活動する歌舞伎役者の数が著しく減ると、上方ではもはや複数の座を組むことができなくなり、必然的に大看板の役者でも一座することを余儀なくされた。これを東京の菊五郎劇団・吉右衛門劇団・猿之助劇団などに対比する上方歌舞伎という。

## 江戸歌舞伎と上方歌舞伎
上方歌舞伎は江戸歌舞伎とともに歌舞伎の両輪をなし、江戸歌舞伎が荒事と言う勇壮な芸を作り出したのに対し、和事とよばれる柔らか味のある芸を形成している。廻り舞台やセリ上げなどの舞台機構も上方で生まれるなど18世紀ころは上方歌舞伎の方が進んでいた。丸本物とよばれる人形浄瑠璃の歌舞伎化したものや、石川五右衛門など天下を狙う悪人が大活躍するお家騒動物などの脚本が多い。筋は複雑で喜劇的要素が見られる。全体的に趣向に富むが独創性に乏しく、19世紀後半の並木五瓶以後は、江戸歌舞伎の四代目鶴屋南北や二代目河竹新七（黙阿弥）のような優れた作者は出なかった。このため今日上演される上方系の歌舞伎のうち、丸本物以外の作品は少ない。わずかに金澤龍玉作『渡雁恋玉章』（雁のたより）、近松徳三作『伊勢音頭恋寝刃』（伊勢音頭）、奈川亀輔作『敵討天下茶屋聚』（天下茶屋）あたりが残るくらいである。
以後上方歌舞伎は歌舞伎界の中心から外れてゆくが、これは文化の中心が上方から江戸へ移り、江戸歌舞伎が発展していくのと符合する。
演出も上方と江戸では異なる。今日上演される丸本物には上方式と江戸式の演出がある。一例を『仮名手本忠臣蔵・六段目』の勘平で示すと以下のようになる。
- 勘平の衣装
  - 江戸：勘平は水色の絹の紋服に着替える。
  - 上方：勘平は終始猟師のやつし姿である。幕切れにおかやが紋服を肩にかけさせる。

これは、江戸が勘平の見た目の美しさを強調するに対し、上方は勘平はあくまで猟師としてであり、死に臨んで武士に戻るという理屈である。
- 勘平の切腹
  - 江戸：勘平は千崎と原に問い詰められ、割り台詞のうちいきなり切腹。
  - 上方：千崎と原に問い詰められたあと、二人が与市兵衛の傷跡を確認しているときに切腹。

上方は浄瑠璃の文言「いすかの嘴のくいちがい」を活かして、無罪が晴れる直前に死ぬという悲劇性を強調する。
- 幕切れ
  - 江戸：勘平は手を組みおかやにだきかかえられて落ち入る。
  - 上方：千崎・原を見送りに這っていき落ち入る（二代目實川延若の演出）。二人に平伏するやり方（初代中村鴈治郎）もある。

江戸のは様式性を重視する幕切れであるが　上方は最後は武士として礼を尽くすという理屈である。このように、合理的、論理的な面が目立つが、これは町人社会が成熟していた大阪という土地の特色も関係が有ると思われる。
観客をあの手この手で喜ばせるため、ケレンや、即興、その他アクの強い演出がとられたりするのも上方歌舞伎の特色である。娯楽性については、今日の吉本新喜劇や上方落語などにも同様の傾向が見られる。大正時代に『神明恵和合取組』（め組の喧嘩）が大阪で上演されたとき、鳶と力士の双方の訴えをすることで幕切れとなった。そのとき「ええっ、もう終いでっか」「何じゃカスみたいなもんや」と観客から苦情が出た。このあと裁きの場が続いて出ると期待していたのである。江戸では「粋」とみなされる演出が上方では物足らなく見えるのである。逆に上方風の演出は江戸ではくどいとみなされ「野暮」に見えた。三代目中村歌右衛門や四代目市川小團次が江戸の一部の観客に受け入れられなかったのもこの点にあった。上方歌舞伎の演出は戦後衰亡したが、近年、三代目市川猿之助や四代目坂田藤十郎らの努力で再評価されている。
江戸時代は東西の歌舞伎交流が盛んに行われ、上方風の演出が数多く江戸にもたらされ江戸歌舞伎の栄養源ともなった。竹本と呼ばれる義太夫の使用、早変わりなどのケレン、現実的な演技などである。これらは四代目鶴屋南北、河竹黙阿弥らにより江戸風の演出が加えられた。また、東西の歌舞伎俳優もしのぎを削り合う相手として芸の研鑽に勤め双方の芸の向上につながったのである。
上方では、「型」を重視せず、やり方は自分自身で創意工夫することが大事といわれた。江戸では様式美の継承が重んじられ、教えられたとおりにしないと非難されるが、上方では教えられたとおりにすると工夫が足らないと非難された。初代中村鴈治郎が同じ狂言を毎日違う形で勤めるなか、子の二代目鴈治郎（当時は初代扇雀）が父から教えられたとおりに『心中天網島・河庄』を勤めたとき「何で教わったままにするんや、お前の工夫はないやないか」と叱った事などは、その好例である。ゆえに代々の家の芸は作られなかったり途絶えたりした。そのせいか、上方歌舞伎役者の代数も江戸のそれに比べると極めて少ない。一方では、門閥外から実力で名題になる例が上方では多かった。これは、「家」と格式を重んじる武士の都の江戸と実力本位の町人の都大阪との違いが影響していると考えられる。

## 歴史

### 興隆の時代

#### 江戸時代中期

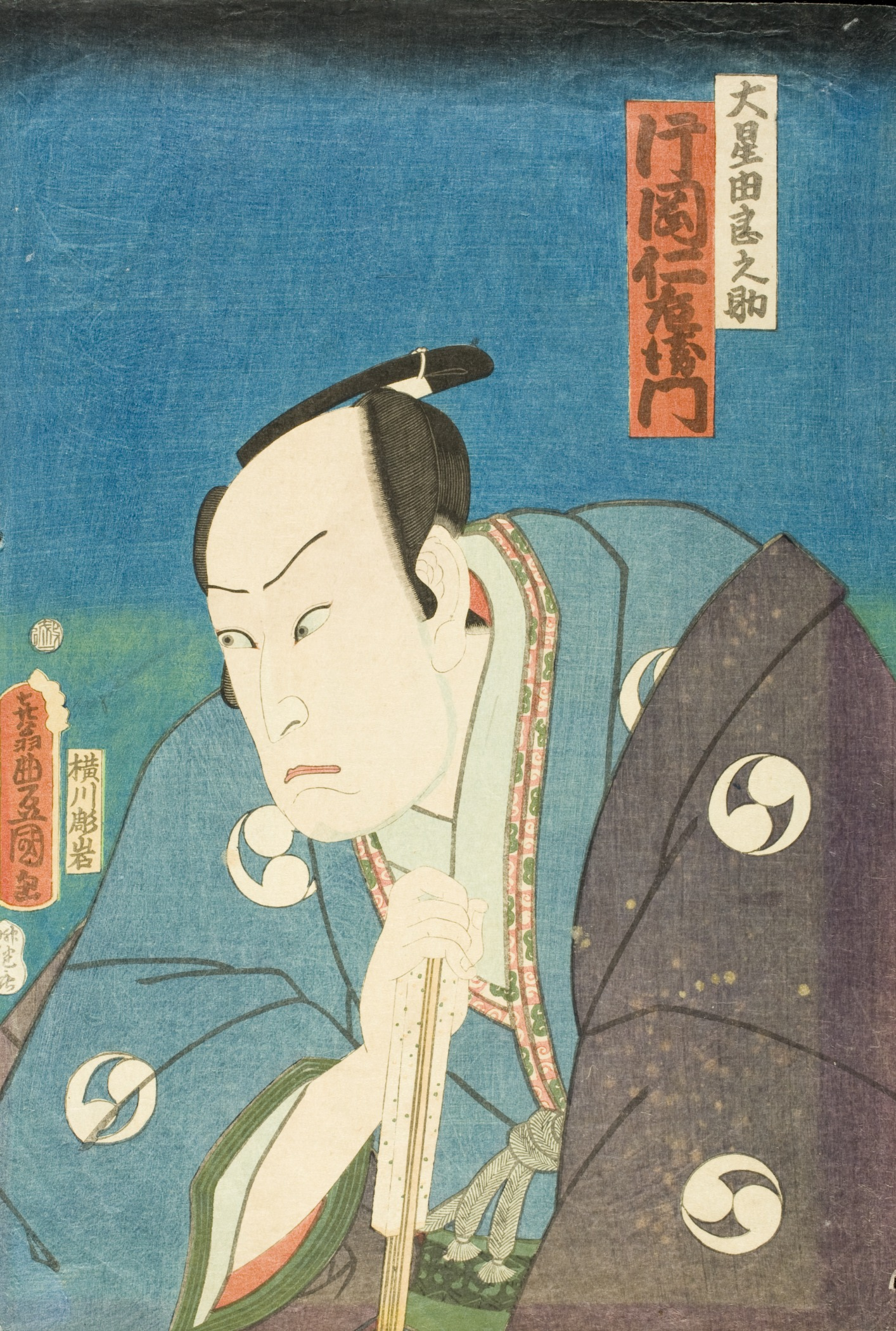
八代目片岡仁左衛門演じる大星由良之助

元禄時代（17世紀後半）近松門左衛門が大阪道頓堀の竹本座で『出世景清』『曽根崎心中』『平家女護島』『女殺油地獄』などを人形浄瑠璃として発表するが、それらはすぐ歌舞伎化される。初代坂田藤十郎が近松門左衛門と提携して和事の芸を完成させた。貴人が粗末な町人姿で馴染みの遊女に逢うという「やつし」がお決まりの展開だった。ほか、初代嵐三右衛門、女形の心がけを説いた初代芳澤あやめ、大和屋甚左衛門、水木辰之助などの名優が同時期に活躍した。歌舞伎の劇場は京は四條河原の南座が中心で、大阪は道頓堀に官許の芝居小屋が集まり大西・中・角・角丸・若太夫・竹田の芝居小屋が軒を並べていた。このうち中と角が格の高い大芝居で、他はそれより廉価な値段で見られる浜芝居（中ゥ芝居）だった。四條河原、道頓堀ともに上方歌舞伎の中心だった。
18世紀に入ると歌舞伎は人形浄瑠璃に人気を奪われるが、その間に『仮名手本忠臣蔵』、『菅原伝授手習鑑』、『義経千本桜』、『けいせい恋飛脚』などの人形浄瑠璃の作品が歌舞伎化された。これらは義太夫狂言あるいは新しい表現では丸本物と呼ばれ、歌舞伎の重要な演目として後世に大きな影響を与えている。18世紀中頃には初代瀬川菊之丞や初代中村富十郎ら名女形が所作事を大成し、初代小川吉太郎は絶えていた和事芸を再興させた。
初代並木正三は初代中村歌右衛門と提携して『宿無団七時雨傘』『けいせい天羽衣』『三十石艠始』『桑名屋徳蔵入船物語』などの優れた脚本を作り、舞台面では能舞台同様だった破風や大臣柱を取り払って舞台を広げ、強盗返、奈落を活用した廻り舞台やせり・宙乗りなどを編み出してスペクタクル性を強め、演出面では義太夫を台本に入れるチョボの採用などの功績をあげ、歌舞伎は息を吹き返した。
18世紀後半には狂言作者初代並木五瓶、役者では初代嵐雛助のほか、初代尾上菊五郎や初代澤村宗十郎らが江戸に下り江戸歌舞伎に大きな影響を与えている。

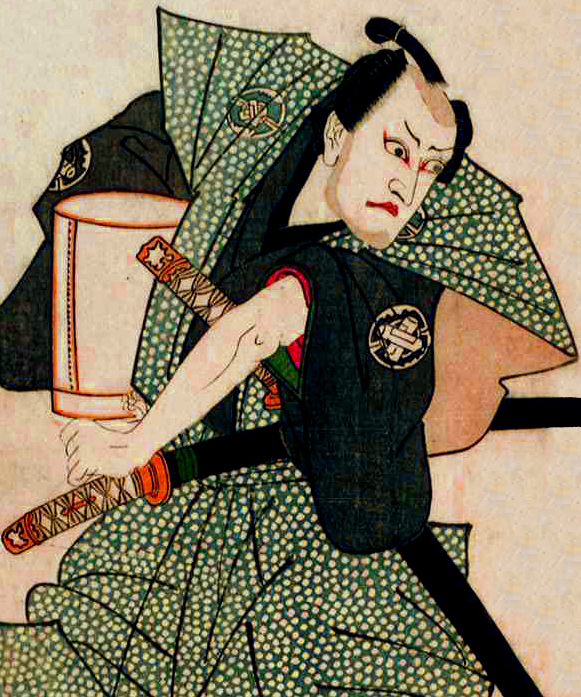
三代目中村歌右衛門の「武部源蔵」（19世紀初め）

#### 幕末から明治時代

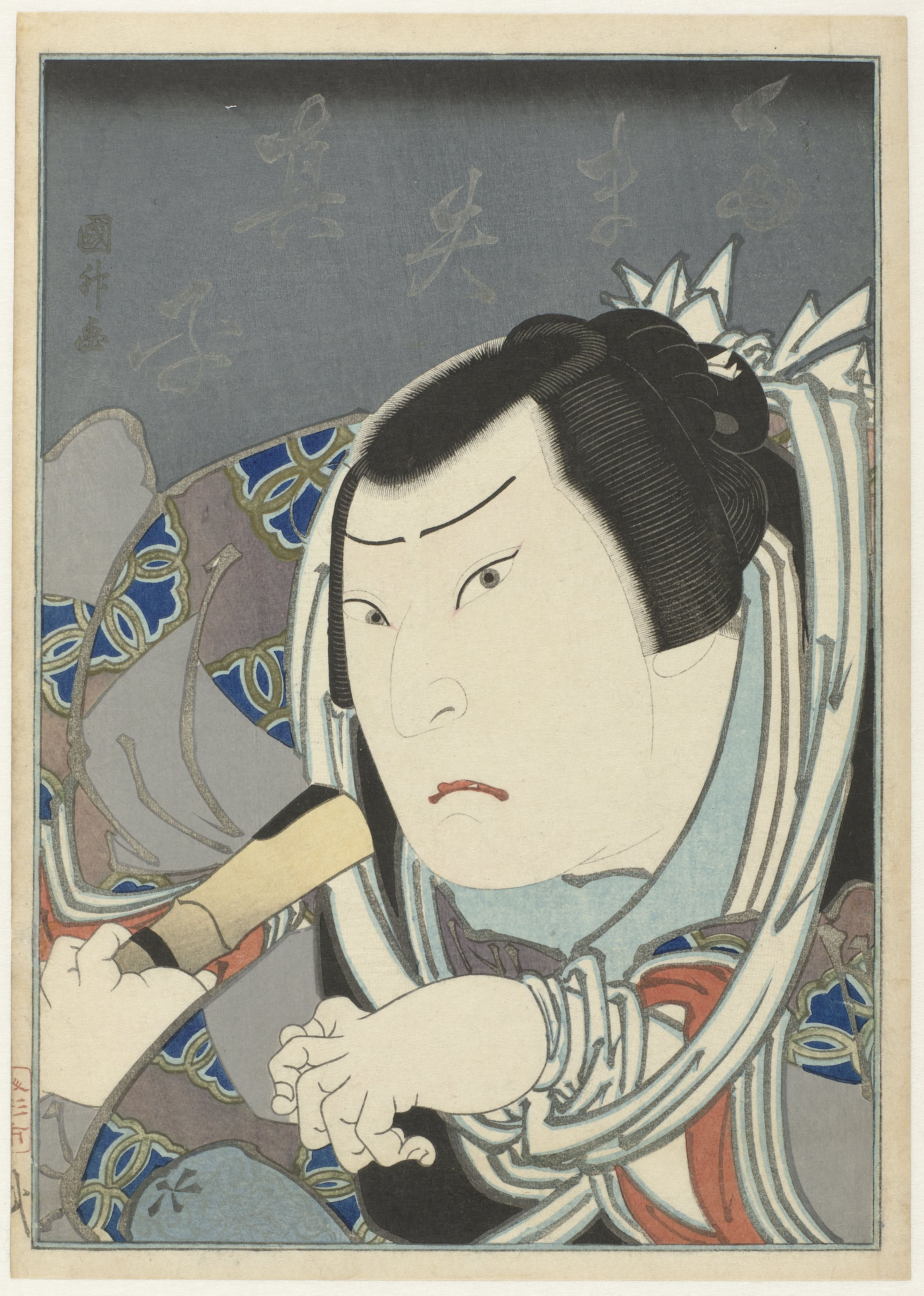
二代目尾上多見蔵「玉屋新兵衛」（1849年）

19世紀から幕末にかけて、「兼ねる」役者と呼ばれた万能選手の名人三代目中村歌右衛門や七代目・八代目片岡仁左衛門、二代目嵐吉三郎、ケレンで売り出した二代目尾上多見蔵、和事芸の名人二代目實川額十郎などの名優が活躍した。一方、四代目市川小團次、四代目中村歌右衛門、四代目中村芝翫のように江戸に下って活躍する者も多く、役者の質は江戸にひけをとらなかった。ただ大芝居の役者が格下の浜芝居に出るようになって芝居の品格が低下したり、有能な狂言作者が出ず、演目の内容が同じ種目の書き換えや浜芝居の人気狂言の上演などで独創性に欠け、江戸歌舞伎との質の差が逆転する。歌舞伎評論家の権藤芳一はその著書『上方歌舞伎の風景』（2005年、和泉書院）の中で当時の状況を「安くて面白ければよいとする観客、そして狂言作者、役者、劇場のいずれもが、歌舞伎というドラマに対して節度を喪失したこと、上方歌舞伎衰退の原因ではなかったか」と分析している。
それでも明治に入ると名興行師の三栄と大清が道頓堀の芝居を盛りたてた。
ここの芝居小屋は「道頓堀五座」と呼ばれ、東側の堺筋方面から西に向かって、弁天座、朝日座、中座、浪花座と五つ並び、歌舞伎や新派、五郎劇などが上演されていた。向かい側には芝居茶屋が軒を並べ賑わっていた。役者も名優が集まり、上方和事の第一人者初代實川延若はこってりとした芸風で、ケレンを得意とした初代市川右團次は体を張った高度な技芸を見せ、新しい歌舞伎を目指した中村宗十郎は東京の舞台に進出するなど、おのおの大活躍して「延宗右」の時代と呼ばれる空前の繁栄をもたらした。そして明治末に関西歌舞伎の真髄ともいうべき初代中村鴈治郎が登場する。

#### 鴈治郎の時代

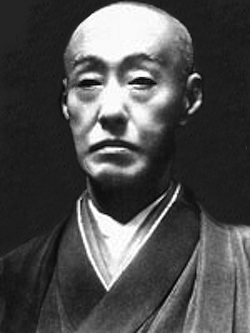
初代中村鴈治郎

明治から大正にかけ、中村鴈治郎によって和事の芸が極限にまで洗練された。生来の美貌に加え、初代延若、九代目市川團十郎などの東西の役者の芸を学ぶなどの旺盛な研究心、そして華やかで見せ場に満ちた演技などが鴈治郎をして関西歌舞伎の王者たらしめたのである。同時に興業会社松竹の白井松次郎・大谷竹次郎兄弟は鴈治郎と提携して勢力を伸ばし、東西の歌舞伎の興行権を独占することとなり、鴈治郎の存在はその後の歌舞伎の歴史をも変えてしまったのである。
現代の人気歌手のように、若い女性が「ガンジロハン」と嬌声をあげて舞台に殺到し、定紋のイ菱をあしらった土産物は飛ぶように売れたのである。ただ彼が単なる人気者で終わらなかったのは、その数多い素晴らしい舞台は伝説となり今日の関西歌舞伎に大きな影響を与え続けているということである。今日上演される『心中天網島・河庄』、『双蝶々曲輪日記・引窓』、『土屋主税』、『藤十郎の恋』などの人気狂言は鴈治郎によって作られたものである。そして彼の芸は大阪京都だけでなく東京の観客にも認められ、関西歌舞伎＝中村鴈治郎という現象が生まれる。
ほかの歌舞伎役者には、二代目實川延若・十一代目片岡仁左衛門・二代目中村梅玉・三代目中村雀右衛門・二代目尾上卯三郎・三代目尾上多見蔵・嵐巌笑・四代目嵐璃寛・二代目嵐璃珏などが活躍した。いずれも一家をなす力を有してはいたが、如何せん人気度、知名度ともに鴈治郎に食われていた。それほど彼の影響力は巨大だった。
だが、興行会社松竹の鴈治郎中心の興行形態はさまざまな歪みを生んでいく。十一代目片岡仁左衛門、二代目實川延若といった有能な役者は冷遇され、東京に活躍の場を移していかざるを得なくなる。それに家の芸という意識の低い関西歌舞伎の風土は後継者作成に積極的でなく、鴈治郎一人舞台の状態が続く中、関係者は鴈治郎後については何ら対策を講じる事なく、1935年（昭和10年）の鴈治郎の死を迎える。

### 凋落の時代

#### 戦前の概況

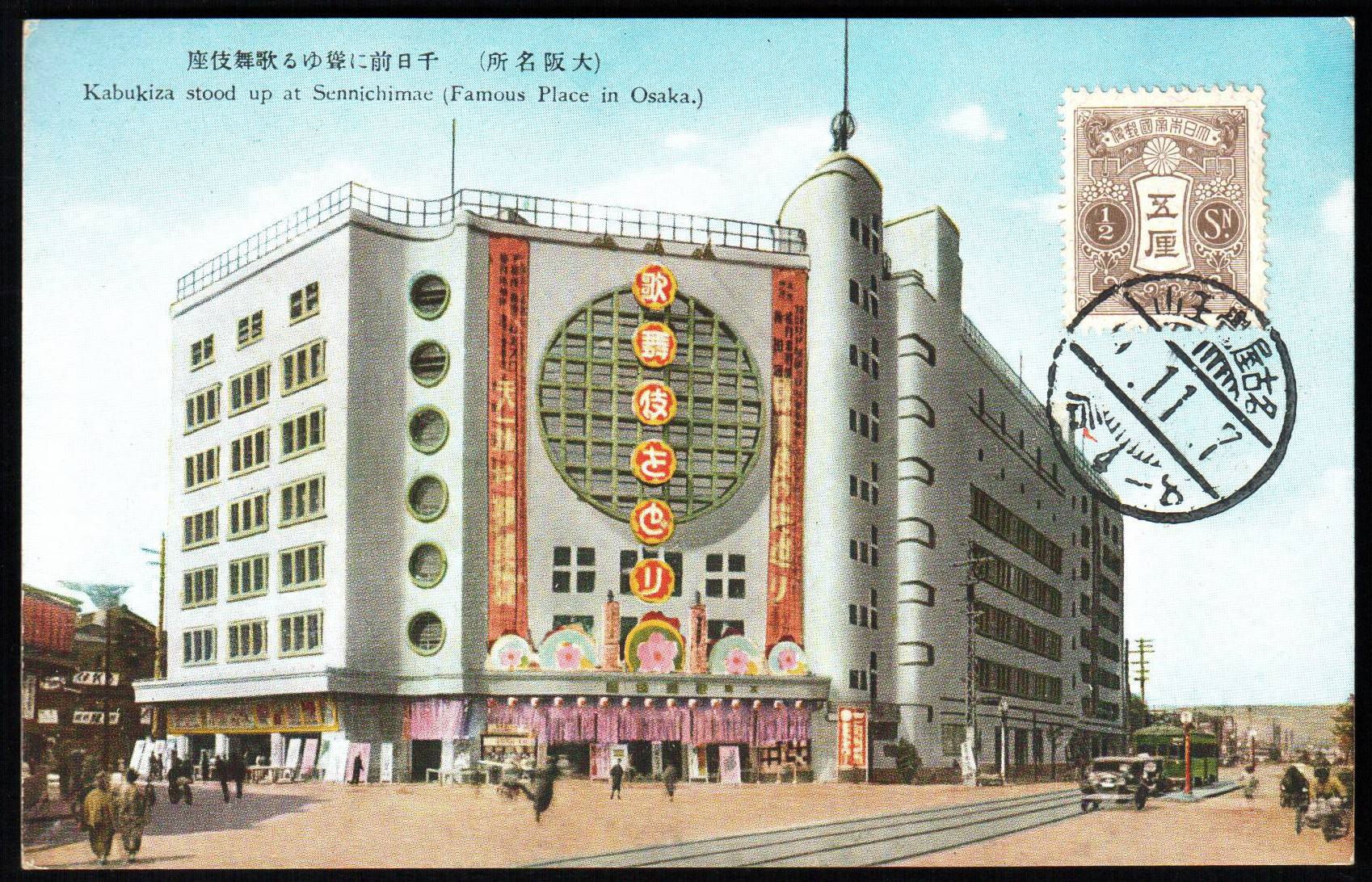
千日前大阪歌舞伎座（1934年）絵はがきより

鴈治郎の死後は、二代目延若と、中村魁車、三代目中村梅玉の三者が上方歌舞伎を牽引する。まだ、歌舞伎興行自体も人気があり、昭和に入って、最新の設備をほこる大阪歌舞伎座が千日前に作られるなど環境面が整備された。立女形に関しては関西のほうが充実していた。梅玉はしばしば上京しては『妹背山婦女庭訓・吉野川』の定高や『攝州合邦辻・合邦庵室』の玉手御前などの至芸を見せて東京の歌舞伎愛好者から高く評価されていたし、十二代目片岡仁左衛門が東京に移ったのも、東京の立女形不足を補強するためでもあった。

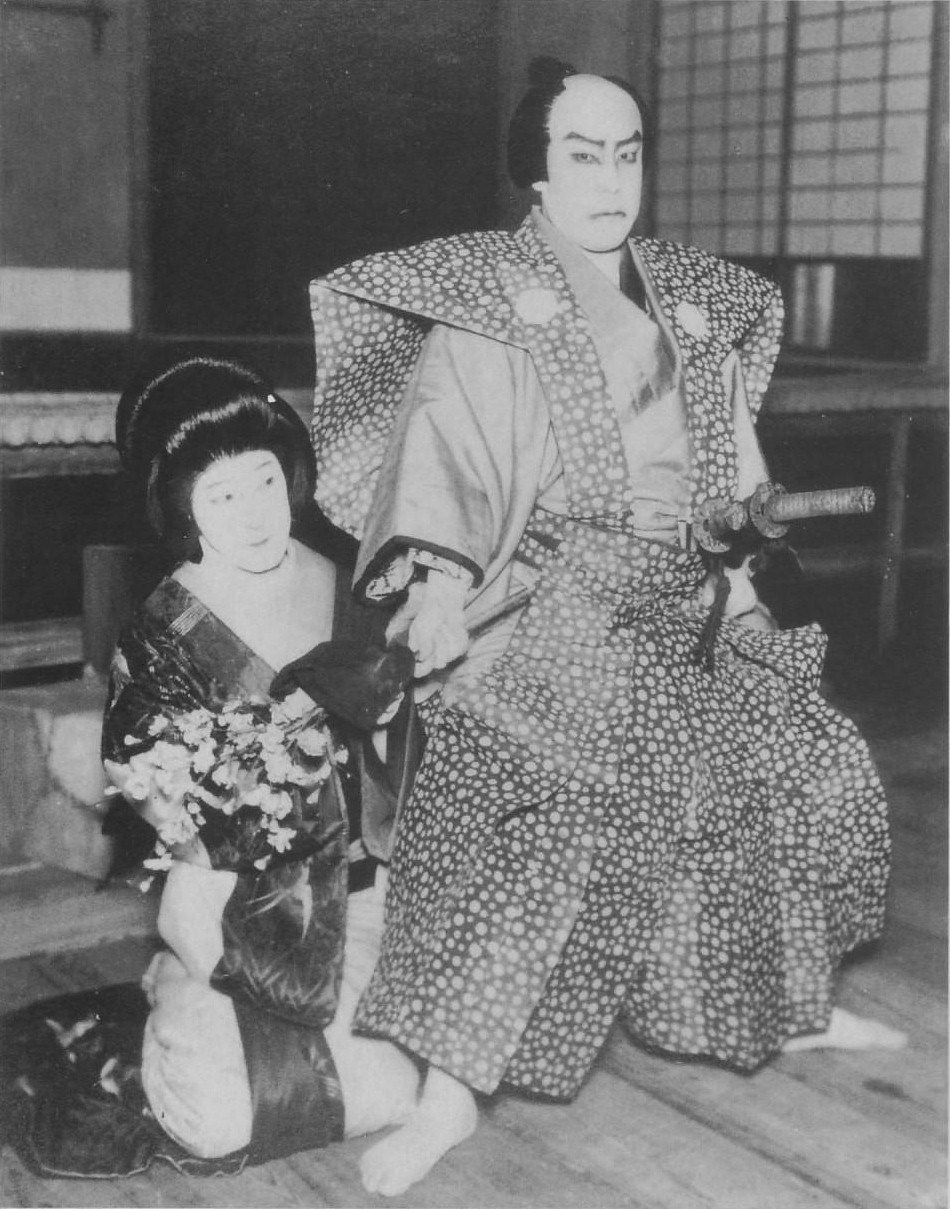
「毛谷村」初代中村魁車のお園と二代目実川延若の六助

色気のある立役の延若、古風な立女形の梅玉、技巧派の魁車と、三者の芸は独特の個性があり初代鴈治郎とならぶほど質の高いものだった。脇も四代目市川市蔵、二代目市川箱登羅、七代目嵐吉三郎、初代市川莚女、四代目浅尾奥山、二代目中村霞仙ら芸達者がならび、そこに五代目我富、六代目蓑助、四代目中村もしほ（のちの十七代目中村勘三郎）、二代目市川小太夫などの東京からの移籍組、そして、扇雀、長三郎、福助などの有望な若手が加わり、顔ぶれは充実していた。三代目阪東壽三郎による新派との合同公演などの新しい試みも行われたり、村田嘉久子、梅村蓉子、などの新劇、映画女優の参加がさかんであった。劇場では京都で南座、大阪で中座・浪花座・大阪歌舞伎座・角座が歌舞伎を上演。関西歌舞伎は、その内容面、施設面ともに問題はなかった。
だが、興行側も観客も初代中村鴈治郎の幻影を追い求め、延若に鴈治郎の当り役を勤めさせるなど的外れの興行がおこなわれ、役者の持ち味を活かせぬ弊害をもたらしていた。太平洋戦争後は、歌舞伎座などの劇場の閉鎖や芝居茶屋の廃業などのきびしい状況にもかかわらず、三者を中心に歌舞伎は関西の歌舞伎愛好者の人気を集め、大戦末期の空襲にも屈せず興行が行われた。

#### 終戦後の混乱
戦後になると、関西歌舞伎の凋落が急速に進んだ。京都南座・大阪歌舞伎座をのぞく、主要劇場の空襲による焼失は大きな痛手だった。それに、1945年（昭和20年）3月の中村魁車の戦災死、1946年（昭和21年）の十二代目片岡仁左衛門の不慮の死に続いて、1948年（昭和23年）には三代目中村梅玉が、そして1951年（昭和26年）に「最後の上方役者」と呼ばれた二代目延若が、それぞれ死去した。初代鴈治郎の死後わずか十五年で、牽引者を四人も失ったのである。

1948年（昭和23年）中座が復興した。だが、角座、浪花座は映画館になり、大阪の道頓堀から歴史ある歌舞伎の劇場が相次いで消えて行った。

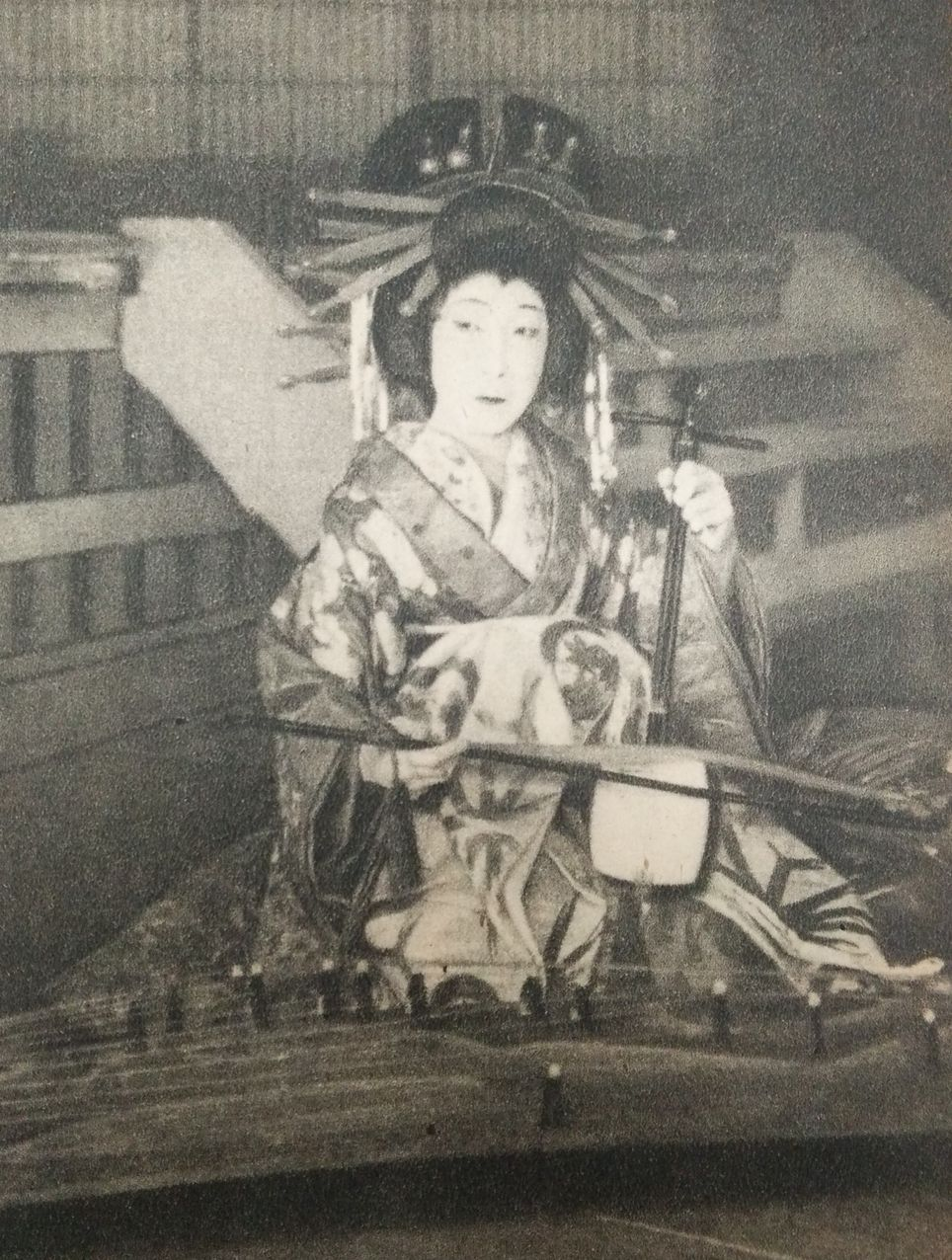
三代目中村梅玉（1947）

この時点で残された関西歌舞伎の後継者は、二代目中村鴈治郎・四代目片岡我當・三代目市川壽海・三代目阪東壽三郎・四代目中村富十郎・六代目坂東蓑助（のち八代目坂東三津五郎）・二代目林又一郎・五代目片岡芦燕（のち十三代目片岡我童。死後、十四代目片岡仁左衛門を追贈）・五代目中村福助（高砂屋）・二代目實川延二郎（のち三代目実川延若）・二代目中村成太郎。そして若手に四代目坂東鶴之助（のち五代目中村富十郎）・二代目中村扇雀（のち四代目坂田藤十郎）・初代中村太郎・嵐鱗昇（のち八代目嵐吉三郎）ら。ほかに戦前からの二代目中村霞仙をはじめとして、中村松若、七代目嵐吉三郎、十一代目嵐三右衛門、十代目嵐雛助、五代目片岡愛之助、四代目尾上菊次郎、五代目嵐璃珏、三代目市川九團次など脇役が揃っていた。このうち、壽海・蓑助・富十郎は東京の生まれ、我當は1951年（昭和26年）3月に亡父の名跡を継ぎ十三代目片岡仁左衛門となるが、芸風が地味であり純然たる大阪の俳優ではない（彼自身東京生まれ）。また壽三郎は大阪生まれだが芸質が和事に適していない。延二郎、扇雀、鶴之助は経験不足、となると、純然たる上方役者は、鴈治郎と又一郎兄弟のみということになる。そして又一郎は身体が弱く、次の世代を引っ張るのは鴈治郎のみで、人材面に不安があった。

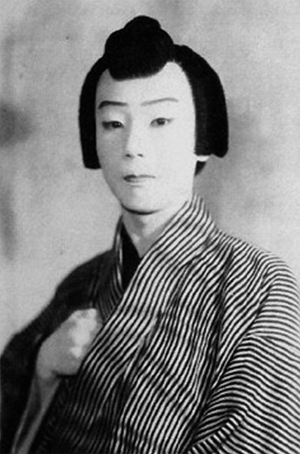
武智歌舞伎時代の八代目市川雷蔵「野崎村」の久松（1949）

#### 双壽・扇鶴の時代

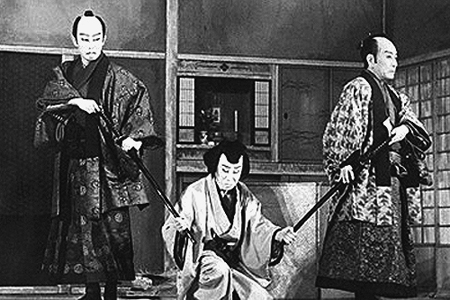
「仮名手本忠臣蔵」六段目　左から八代目雷蔵雷蔵の千崎弥五郎、三代目市川寿海の早野勘平、八代目市川中車の不破数右衛門（1953年）

鴈治郎自身は、周囲の期待の中で偉大な父を意識するあまりに、極度の不振に陥っていた。年齢から行くと壽海と壽三郎が主導者格となる。ただし、両者とも役者としては優秀だったが、業界を牽引するという指導力には欠けていた。興行側の松竹でも同じことが見られた。白井松次郎の死後、弟の白井信太郎に経営が移るが、すでに凋落期にある関西歌舞伎を立てなおすにはあまりにも力量不足だった。また、戦後大阪の経済が衰退しそれまで歌舞伎を贔屓していた後援者が東京に相次いで移ってしまった。終戦後の関西歌舞伎は、強力な主導者も後援者もなく、いつ終焉に向かってもおかしくない状態だった。
ただ、延若の死の前後、関西歌舞伎が一時的に活況を呈した。まず、壽海、壽三郎による「双壽時代」が始まる。壽海は『鳥辺山心中』の菊池半九郎、『次郎吉懺悔』の次郎吉、『石切梶原』の梶原平三などの若若しい演技でそれまで大阪の歌舞伎になかった新しい芸を確立した。壽三郎も「関西の左團次」と呼ばれるように新歌舞伎で本領を発揮していたが、『熊谷陣屋』の熊谷直実などにおいて、不得手だった丸本物でも演技が上達し始め、壽三郎こそ次代の関西歌舞伎の主導者と認められ始めた。
1949年（昭和24年）4月四ツ橋文楽座で武智鉄二による「武智歌舞伎」が始まる。武智は、扇雀・鶴之助・鱗昇・太郎・延二郎・筵蔵ら関西歌舞伎の若手役者を、原作重視の演出中心のやり方をもとに、発声法、演技法などを、歌舞伎からは簔助が指導。ほか、文楽の豊竹山城少橡、京舞の井上八千代、能楽の片山九郎右衛門ら一流の講師による指導で徹底的に鍛え上げ、『熊谷陣屋』『平家女護島・俊寛』『摂州合邦辻』『妹背山婦女庭訓・道行』などの丸本物、『勧進帳』などの古典や『恐怖時代』『修善寺物語』などの新作を精力的に上演し好評を博し松竹側も積極的に後援するまでに至った。この動きは沈滞化していた関西歌舞伎に新風を送り込み、若手の中から扇雀・鶴之助が頭角を表し「扇鶴時代」を生み出す。
扇雀は二代目鴈治郎の子として、毛並みの良さと美貌で将来を嘱望されながら伸び悩んでいたが、武智による指導で飛躍的に向上し「醜い毛虫が一瞬にして美しい蝶に生まれ変わったような」驚きを周囲に与えた。また、四代目富十郎の子の鶴之助は、女形として評価されていたが、武智はあえて『勧進帳』の弁慶を演じさせ、立役として育てていく。
特に『曾根崎心中』で大当たりをとった扇雀の人気は凄まじく（扇雀ブーム）、歌舞伎の枠を超えて全国的知名度を得た。1953年（昭和28年）には壽海、壽三郎らオール関西歌舞伎総出演による『仮名手本忠臣蔵』の通しが東京の帝国劇場で上演されたり、同年12月の京都南座顔見世が関西勢中心で行われるなど、陣容も整い、若い力がようやく育ってきたかに見えたが、それは燃えつきようとする蝋燭の最後の輝きでもあった。

#### 終焉
1954年（昭和29年）9月24日、三代目阪東壽三郎が死んだ。この時点で関西歌舞伎は終焉したという見方がある。すでに「双壽」「扇鶴」の人気の影で、重い役をもらえず冷や飯を食べるかたちとなっていた鴈治郎、富十郎らの不満がくすぶっていた。例えば、松竹は壽海に初代鴈治郎の当り役を勤めさせ鴈治郎を憤慨させるなど、興行面重視によるその場しのぎの対応ばかりで、関西歌舞伎の正当な後継者に対する考慮が欠けていた。
そんな時、どうにかまとめ役を務めてきた壽三郎がいなくなった。すでに壽三郎の死ぬ前の9月1日に鶴之助の松竹脱退がおこっていたが、翌1955年（昭和30年）4月、蓑助が、鶴之助のもめごとが人権侵害にあたるとして松竹幹部を法務局に訴える騒動。さらに鴈治郎、扇雀親子の映画界入りと、わずか半年余りで連続して騒動が続く。このような状況下、当然ながら観客動員も激減してゆく。ここに、関西歌舞伎の凋落と終焉は誰の目にも明らかな事態となった。
壽三郎とならぶ壽海は関西歌舞伎俳優協会会長の要職にあり、人格もよく芸格も向上して名実とも当代一流の歌舞伎役者となっていたが、東京生まれであり、先述した松竹の壽海偏重方針も災いして反発を買い誰にも支持されていなかった。大看板を失い興行も減少すると、
興行側も歌舞伎に見切りをつけるようになり1958年（昭和33年）に大阪歌舞伎座が閉場する。
このような状況に、将来に不安を募らせた歌舞伎関係者はやる気を失って行った。関西歌舞伎に対してある者は見切りをつけ、またある者は失望し、役者稼業を続けるにせよ、以下のような形で離れてゆく者が続出する。
- 映画俳優への転身 - 鴈治郎、扇雀、八代目市川雷蔵、鱗昇など
- 大衆演劇の舞台に活路を求める - 十一代目嵐三右衛門など
- 活躍の場と機会を求めて、東京の歌舞伎興行に本拠を移す - 鶴之助、蓑助

こうして各自が勝手な方向に向かい、関西歌舞伎は事実上の空中分解状態になった。その後、扇雀は8年、鴈治郎は10年の長きに渡り歌舞伎の表舞台といえる場へ戻る事はなく、東京に活路を求めた鶴之助や蓑助もその後関西に本拠を戻す事はなかった。また、七代目大谷友右衛門など、映画俳優などとの兼業を行った者は数多い。いずれにしても、大半の役者が歌舞伎一本で食べてゆくことすらままならない状況に追い込まれたのである。
安易な興行を繰り返し、関係者が後継者育成の努力を怠ったことが、大きなツケとなってここに跳ね返ってきたのである。また、特に八代目市川雷蔵については、その後の映画界での大活躍を鑑みた場合、歌舞伎界との血縁の薄さ、当初の養父が脇役役者という境遇ゆえに、歌舞伎界がその才能を伸ばす事ができず映画界へと流出させてしまった事が、興行という意味において当時の歌舞伎と映画は競合する関係にあった以上、関西歌舞伎にとっては後年さらに大きな痛手となってゆく。
戦後は、東京の歌舞伎界も七代目松本幸四郎、六代目尾上菊五郎、初代中村吉右衛門などの名優が相次いで死去するなど、大阪と似たような衰退に向かい掛けたが、六代目中村歌右衛門、二代目尾上松緑、三代目市川左團次ら幹部俳優の活躍で踏みとどまり、他方では九代目市川團十郎以来の政財界の繋がりが功を奏して、その方面からの援助が大きな支えとなっていた。やがて歌右衛門のアメリカ興行、十一代目市川團十郎襲名披露興行などを起爆剤として見事に立ち直っていくのである。その点、俳優興行共にまとまりを欠き、大阪の経済の地盤沈下による後援者の減少などマイナスの要件ばかりが重なり、さしたる後ろ盾も持つことができなかった関西歌舞伎は不運だった。

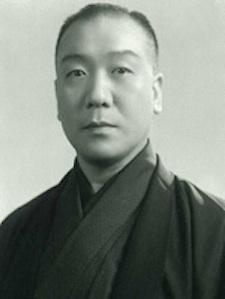
髙砂屋五代目中村福助

### 復興の時代

#### 七人の会

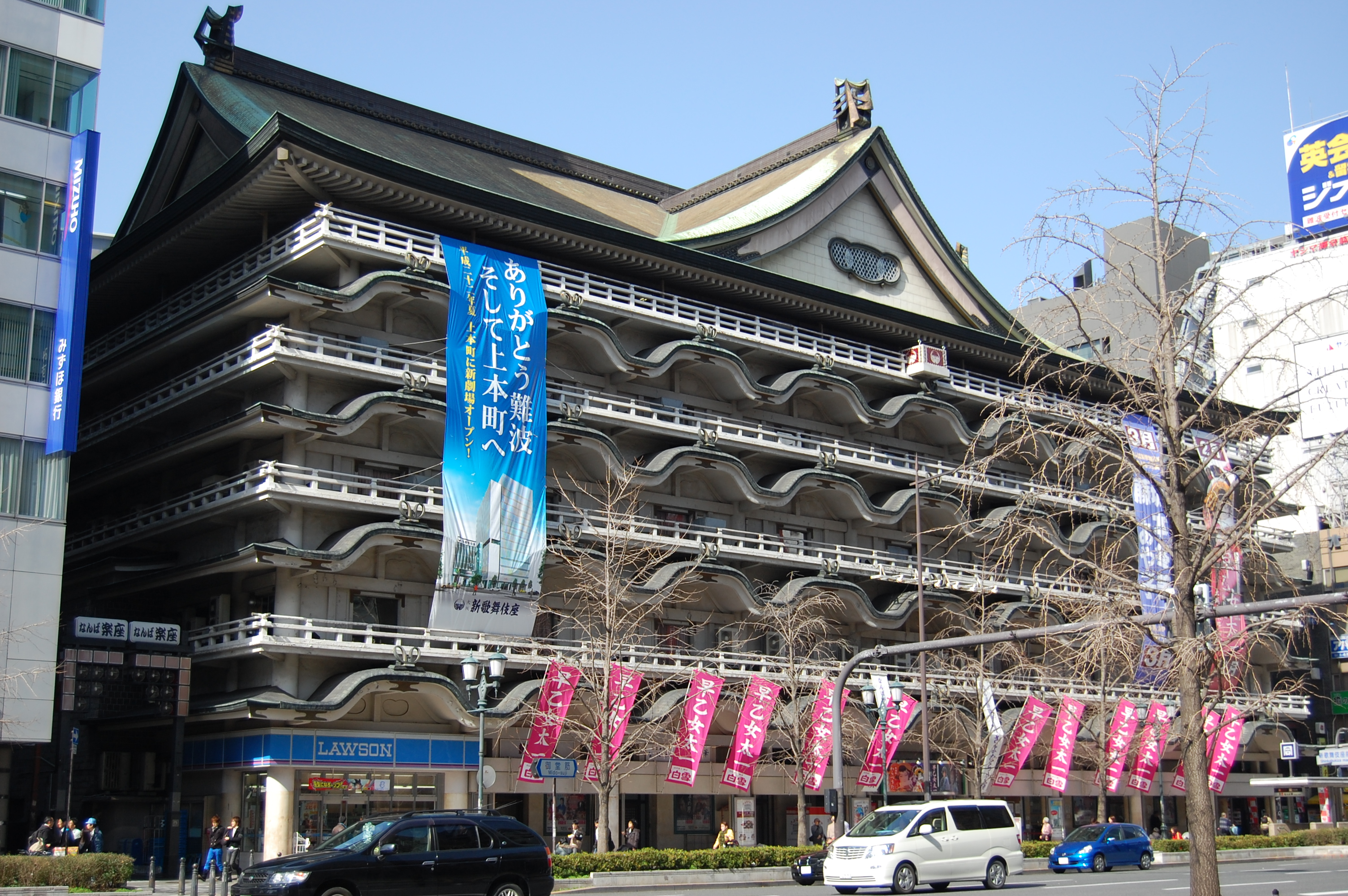
新歌舞伎座

1958年（昭和33年）8月大阪毎日ホールで、山口廣一主催のもと「七人の会」が開催される。顔ぶれは鴈治郎、仁左衛門、十三代目片岡我童、又一郎、高砂屋五代目中村福助、延若、扇雀の七人の歌舞伎役者による自主公演だった。会は1961年（昭和36年）まで3回行われ採算面の問題で消滅したが、公演自体は成功裏に終わり、関西歌舞伎の復興のきっかけとなった。
こうした関係者の努力にもかかわらず、1950年代後半、大阪では歌舞伎公演がまったく行われていなかった。大阪の観客も内紛つづきの歌舞伎にそっぽを向いてしまい、映画や新喜劇、漫才や歌謡ショーに足を運んでいた。1958年（昭和33年）松竹から経営権を譲り受けた千土地興業は難波に新歌舞伎座を開場させるが、オーナーの松尾國三の方針により、こけら落としこそ歌舞伎が行われたものの、女優やタレント興行中心に行われるようになり、年に一回あるかないかの状態となった。さらに1960年代後半には襲名興行や追善興行のみになった。一方、京都で歳末に行われる顔見世興行は、市民に季節の風物として根付いており客足が途絶える事はなかった。しかし、いつしか東西合同と銘打たれるようになり、東京風歌舞伎の上演頻度が高まっていった。関西歌舞伎の冬の時代はまだまだ続く。

#### 仁左衛門歌舞伎
1962年（昭和37年）8月19日、十三代目片岡仁左衛門によって自主公演「仁左衛門歌舞伎」が始まった。この年の4月東京歌舞伎座での華やかな十一代目市川團十郎襲名披露に出演し、つづく南座公演で逆に不入りを経験した仁左衛門は、関西歌舞伎の暗澹たる現状に衝撃を受けていた。自伝にあるように、彼自身東京移住を勧められ、関西に見切りをつけて東京に移籍することも考えていた。だが「現在この有様上方を捨てては、片岡家の先祖は言うに及ばず、何代かかって上方の芝居をここまで築き上げてきた先輩たちにこれほど申し訳ないことはないではないか。何としても上方の灯は守らなければ」とあるように、切実な関西歌舞伎の愛惜と先祖への思いとが「それでも駄目なら歌舞伎と心中しよう」（同上）という悲壮な決心に向かったのである。幸い家族らや松下幸之助ら関西財界など関係者の理解とを得て、仁左衛門は自主公演にむけての動きを始めた。彼自身が記者会見をして思いを訴え、精力的に後援を依頼して回った結果、文楽座で行われた公演は大盛況だった。安価な料金、上方狂言と通しの基本方針で、1967年（昭和42年）まで計5回。いずれも成功裏に終わった。大阪でも歌舞伎はできるということが立証され、関西歌舞伎の最後の灯が守られた。
その後、仁左衛門は、終生に渡ってファンの開拓に努め続けた。1976年（昭和51年）には、子息とともに近畿地方の高校生を対象とする「高校生のための歌舞伎教室」を開催したが、仁左衛門の死後も長男の五代目片岡我當に引き継がれ、36年の長きにわたって実施された。我當自身「私のライフワークです。」と語るほどであり、それまで歌舞伎の興味のなかった若者を呼び寄せる大きな成果を上げた。
今日の歌舞伎界で活躍している役者の中にも、仁左衛門の歌舞伎教室をきっかけに歌舞伎に興味を持ち、歌舞伎の門を叩いた者が少なくない。関西歌舞伎の長い歴史のなかでも、十三代目片岡仁左衛門の果たした役割はあまりにも大きい。

#### 関西で歌舞伎を育てる会
仁左衛門歌舞伎によって、とりあえず滅亡の危機は脱したものの、昭和40年代から50年代にかけて、関西歌舞伎の不振は終焉が見えず、青息吐息の状態が続いていた。道頓堀中座、朝日座や新歌舞伎座で散発的に歌舞伎の興行が行われるのだが、観客の嗜好は依然として漫才などの演芸や、美空ひばり、三波春夫など流行歌手の歌謡ショー、あるいは渋谷天外、藤山寛美らの松竹新喜劇、映画などに向けられており、継続しないのである。関係者も無力感に苛まれながらも、何の手も打つことが出来なかった。
一方では、映画俳優として大成した長谷川一夫（初代鴈治郎門下）や市川雷蔵の歌舞伎復帰企画などの噂もあったものの、噂は噂の域を出ることのないまま諸事情で実現に至らなかった。特に雷蔵は、歌舞伎界復帰を望んでいたとされるが、1969年（昭和44年）夏に37歳で病没している。また、同じように戦後不振だった上方落語が1970年頃に復興し、1980年頃からは漫才に史上空前の大ブームが始まったが、対照的に関西では歌舞伎は相変わらず時代後れのものとされて、新たなファン層の拡大さえもままならない状態が続いていた。
そんな中で、東京の二代目澤村藤十郎が自主公演「関西で歌舞伎を育てる会」を立ち上げる。1977年（昭和52年）、歌舞伎興行の低迷ゆえに大阪の新歌舞伎座が、藤十郎と兄九代目宗十郎の襲名披露を最後として、ついに歌舞伎公演から手を引くことになり、これに責任を感じての奮起だったと言う。東京の歌舞伎関係者も、関西歌舞伎の凋落は歌舞伎界全体の衰退に繋がりかねないと、相当の危機感を抱いていたのである。そんな関西歌舞伎の復興を目指す人々の熱意と大阪市の助成金や民労協の協力もあり、興行側も重い腰を上げた。1979年（昭和54年）5月に朝日座で第1回公演が行われ、実に52年ぶりとなる船乗り込みも行われた。
この公演は1989年（平成元年）まで十回続く。東京からは宗十郎、藤十郎兄弟のほか、十七代目中村勘三郎・五代目中村勘九郎親子、七代目尾上梅幸、十代目市川海老蔵、七代目尾上菊五郎、二代目中村吉右衛門、九代目松本幸四郎、五代目中村富十郎。地元は十三代目片岡仁左衛門、十三代目片岡我童、二代目中村鴈治郎、片岡孝夫、五代目片岡我當、二代目片岡秀太郎、三代目實川延若、七代目嵐徳三郎、二代目中村扇雀などが参加。人気のある古典と分かりやすい狂言を巧みに並べたり、藤十郎主催のイベント「歌舞伎の見かた」で、観客を芝居に出てくる馬に乗せるなどの趣向が大いに話題を呼び、場所も第2回から中座で行われるようになった。この時の熱気は十五代目仁左衛門が「・・・お客様があふれて、二階の客席の階段にまで座って見てくださいました。当時の中座の支配人がお尻に敷くのに古い芝居のポスターを出してきましてね。『それはいかんやろ』ということで座布団をお出ししたこともありました。」と述懐している。

関西歌舞伎の聖地である道頓堀に歌舞伎役者の幟が立ちならび、大阪の夏の年中行事となった。「関西で歌舞伎を育てる会」は、1992年（平成4年）「関西・歌舞伎を愛する会」と改称して今日に至っている。

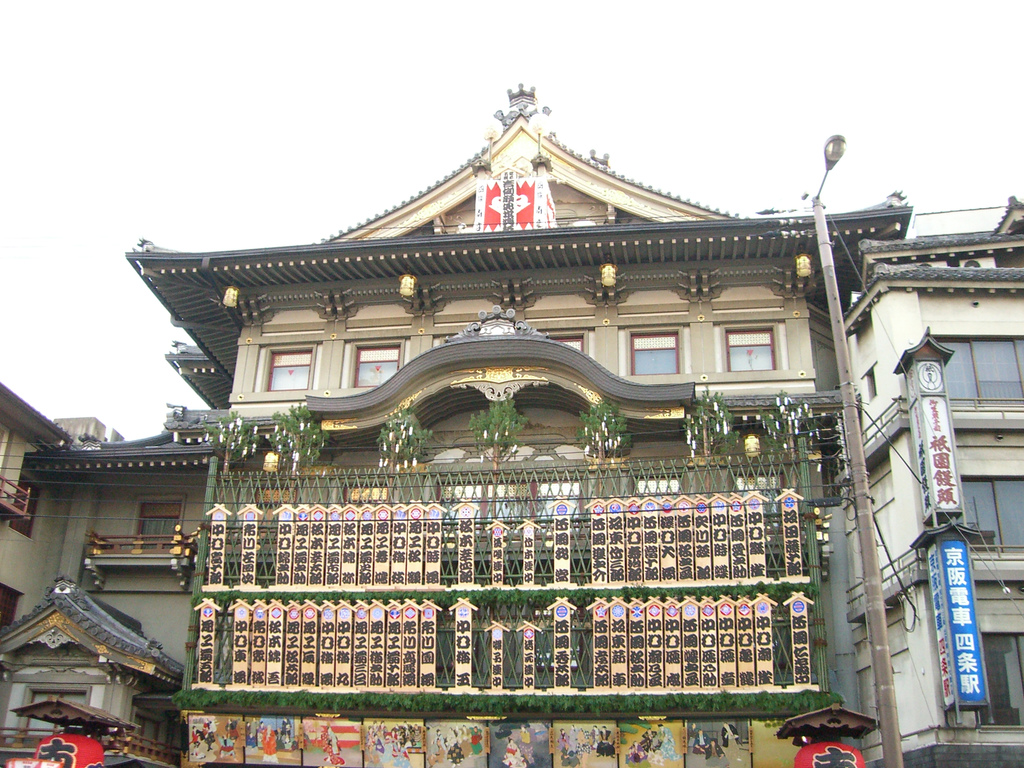
南座（京都市）

#### 復興へ
1970年代後半期、東京で、仁左衛門演じる『菅原伝授手習鑑・道明寺』の菅丞相、鴈治郎の『心中天網島・河庄』の治兵衛などの名演技が評価され、両優の実力が開花した。若手では、片岡孝夫が東京の五代目坂東玉三郎と共演した『桜姫東文章』が若い観客の人気を集め、関西勢からスターが久しぶりに誕生した。また、三代目市川猿之助は三代目延若より宙乗りや早替わりなどの演出を受け継ぎ、一連の猿之助歌舞伎に多用して人気を集め、道頓堀中座の公演が成功。それまで邪道扱いを受けていた上方仕込みのケレンが改めて見直された。1984年（昭和59年）に、国立文楽劇場が開場、人形浄瑠璃専門劇場だが歌舞伎公演も積極的に行われるなど、関西歌舞伎にも明るいニュースが相次ぎ、ようやく復興へ進むことになった。

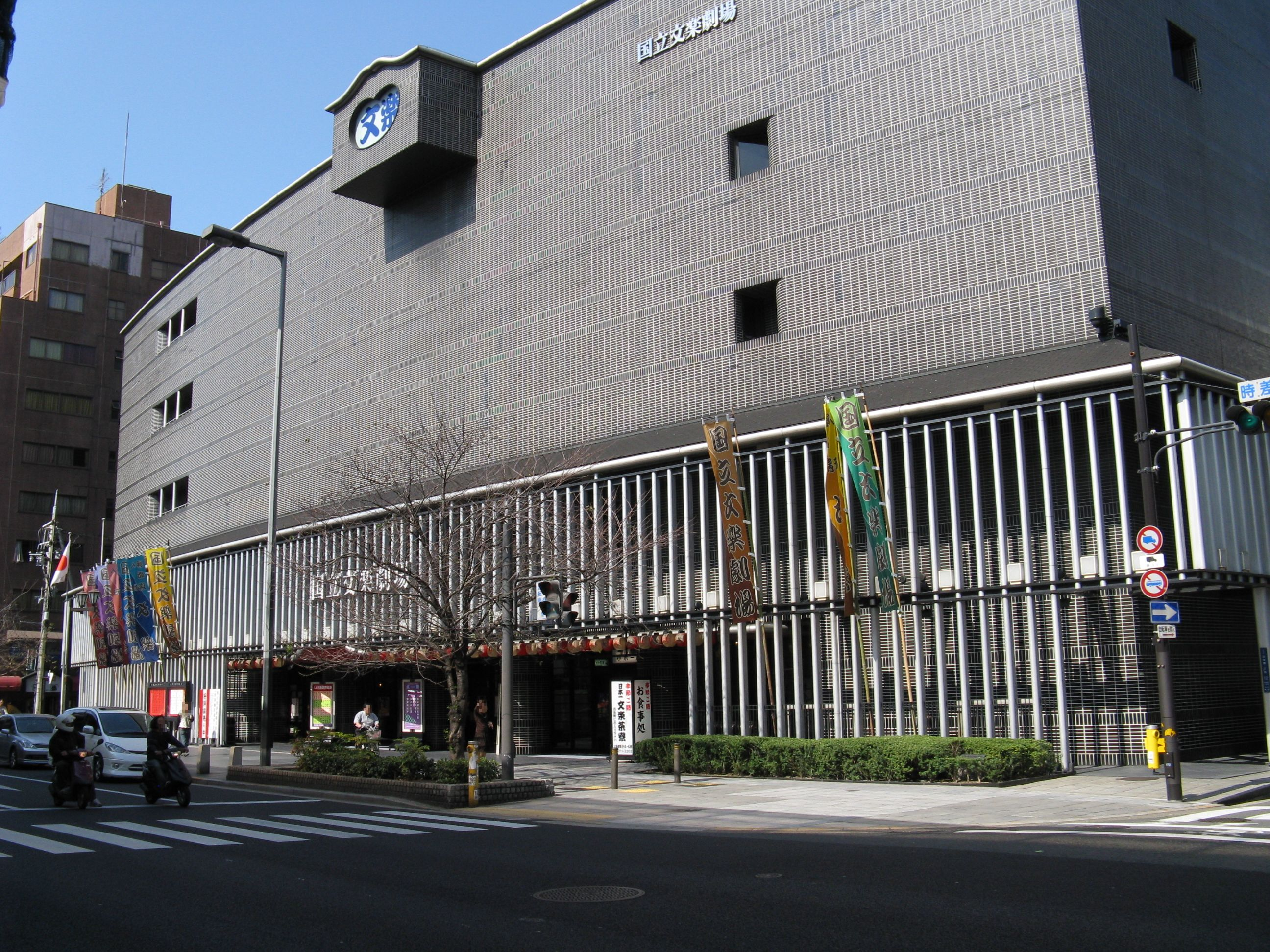
国立文楽劇場（大阪市）

多くの人々の努力により、昭和から平成に変わる頃には東西ともに歌舞伎がブームとなり、1991年（平成3年）二代目中村扇雀が三代目中村鴈治郎を襲名するころになると大阪でも若い歌舞伎ファンが増えた。ただ同年に延若が関西歌舞伎の再建を目前に死去したのは一大痛恨事だった。ほか1983年（昭和58年）に二代目中村鴈治郎が、1993年（平成5年）には十三代目片岡我童が、1994年（平成6年）には関西歌舞伎復興に多大の貢献をした十三代目片岡仁左衛門がそれぞれ死去した。ここにも世代交代の波が押し寄せていた。

### 現況
現在は、松竹による「上方歌舞伎塾」の開催、若手俳優の自主公演「若鮎の会」「あべの歌舞伎『晴の会』」など大阪京都に根付いた歌舞伎復興が行われている。四代目中村鴈治郎、三代目中村扇雀、六代目片岡愛之助、六代目上村吉彌などの関西歌舞伎ゆかりの名跡が若手により継がれたり、上方演出による『仮名手本忠臣蔵』などの上演も行われ、1997年（平成9年）には大阪松竹座が演劇専門の劇場として落成した。2005年（平成17年）には三代目中村鴈治郎が上方における伝説的名跡の坂田藤十郎を四代目として襲名、近松門左衛門をはじめとする埋もれた狂言の復活上演や従来の狂言における上方式演出の再現などで話題を呼ぶことも多くなった。

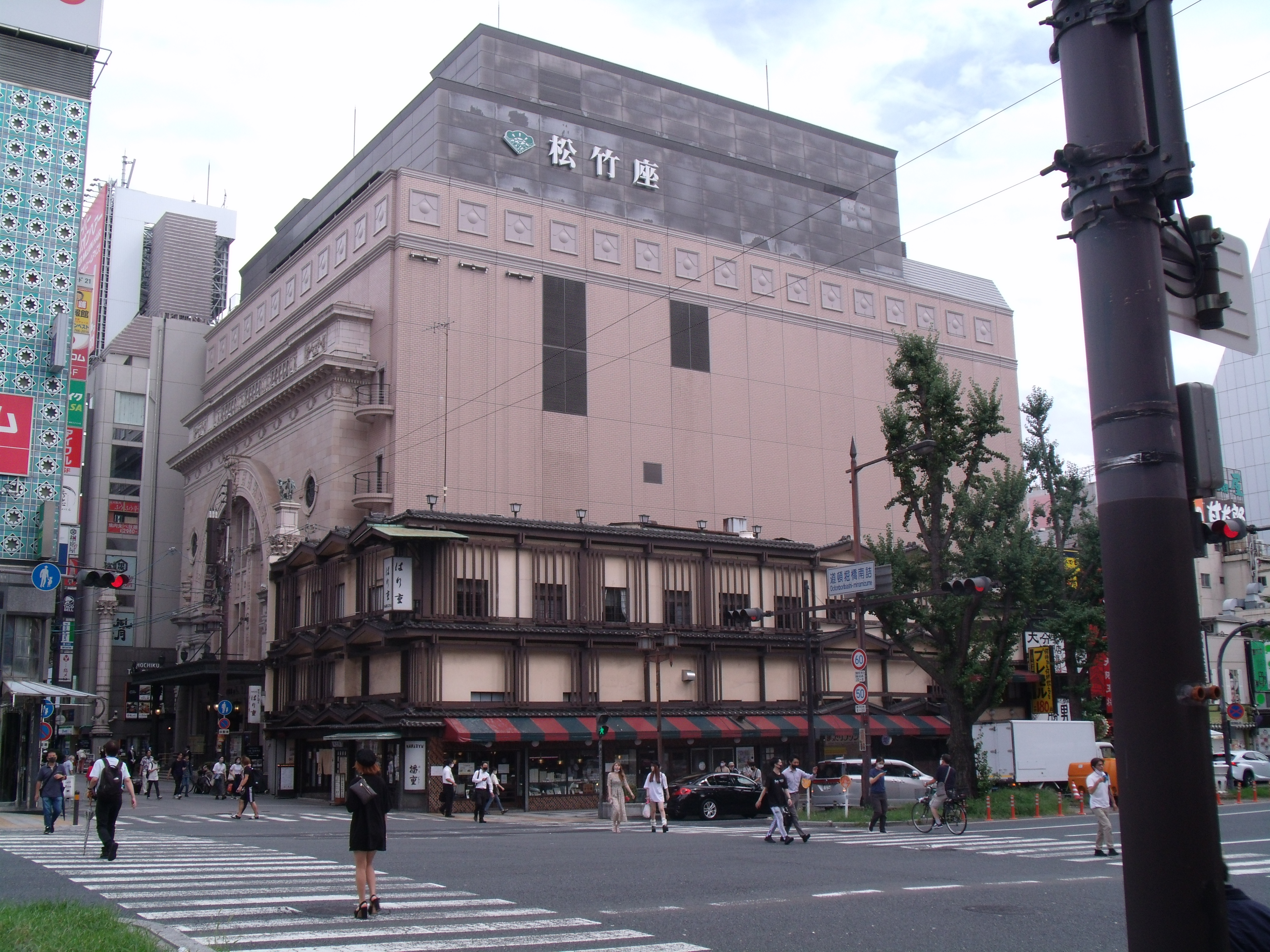
大阪松竹座（2009年）

当代坂田藤十郎は、「やはり上方歌舞伎というのは、さきほどからいろいろ申し上げましたが、多くの方に演じていただく、見ていただくことがまず第一だと思います。ですからそういうことになるようにいろいろな意味で頑張らないといけませんね。……今度はそれをやるようになるだけの歌舞伎役者をつくっていかなければいけないと思います。じゃ、どうやってつくっていくかと言ったら、まず上方歌舞伎を好きだ、やろうという人間が多くならないといけません。そういう人たちにはいわゆる上方歌舞伎はこういうものであることを理解してもらう、浸透させていくということですね。これがまず一番大事だと思います」と語っている 。
一時期と比べると、関西歌舞伎も公演が増え、上方風の演出と埋もれた作品の紹介のほか人材育成や施設面の充実などかなり復活しており、歌舞伎全体の上演も現在では大阪松竹座・京都南座などで一年のうち数カ月おきに歌舞伎公演が観られるようになっている。